# Grip (Seeb x Bastille)
Grip is een nummer van het Noorse dj-duo Seeb en de Britse band Bastille uit 2018.
Bastille had eerder meerdere versies van Grip gemaakt, maar de bandleden raakten er nooit tevreden over. Dus vroeger ze de mannen van Seeb om mee te werken aan het nummer, wat ze ook deden. Uiteindelijk waren zowel Bastille als Seeb tevreden met het eindresultaat. De mannen van Seeb zeiden over het nummer: "Het eindigde als een eigen schepsel, met DNA van zowel Seeb, als Bastille. We waren allemaal erg betrokken bij het proces, ook al bevonden we ons allemaal op verschillende plaatsen; op een bepaald moment, zelfs op drie verschillende continenten". Bastille-zanger Dan Smith kan zich daar alleen maar bij aansluiten: "Seeb veranderde ons gitaarnummer in iets nieuws en heel anders. Hun productie brengt het ergens, naar een plek die we nooit hadden verwacht".

## Muziekvideo
Op 24 januari 2019 werd er een muziekvideo op YouTube geplaatst voor dit nummer. Dit duurt 3 minuten en 45 seconden.